# Retransmissor
Retransmissor é um equipamento que possibilita a recepção de sinal de uma rede transmissora de dados – por fibra ótica – e emite-o novamente, podendo utilizar ou não outra frequência que a captada pelo retransmissor.
É utilizado para reforçar a cobertura radioelétrica de um emissor de ondas hertzianas em locais onde o sinal do mesmo não é satisfatório para uma boa captação do sinal.
A utilização de retransmissores não se limita à radiodifusão sonora, em FM, AM (onda média), onda curta, onda longa e onda tropical, mas também é largamente empregue na televisão terrestre em VHF e UHF, telemóveis; entre outras utilizações das ondas de rádio.
Normalmente, os retransmissores operam com menor potência que os emissores principais que lhes fornecem o sinal a ser emitido por estes dispositivos, pois um retransmissor serve uma área geográfica menor que a servida pelo emissor principal.